# Palp

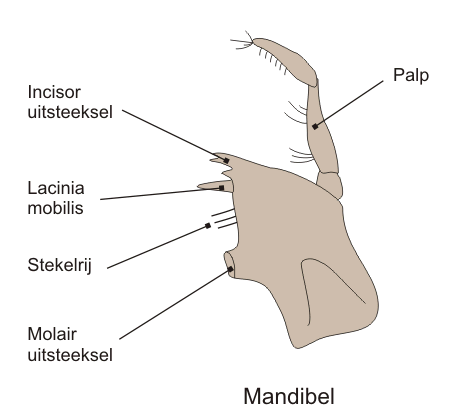
Algemeen bouwplan van de mandibel van een vlokreeftje

Een palp  of palpus (Latijn: palpus = handpalm) is een klein structuurtje dat zich op de buitenrand van de mandibel, de maxillula, de maxilla of de maxillipede van kreeftachtigen bevindt. Op de mandibel en de maxilipede kan het uit meerdere segmentjes bestaan. Soms is de palp gereduceerd of zelfs afwezig. Insecten hebben labiale (palpus labialis) en maxillaire palpen (palpus maxillaris).

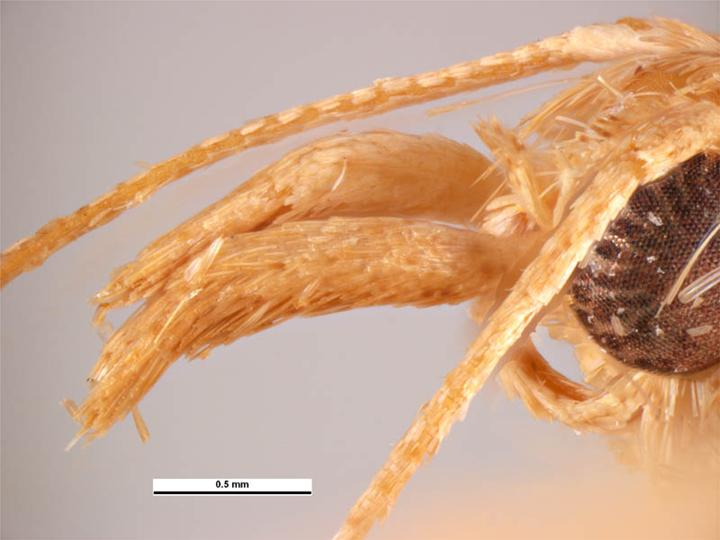
Palpen van de rijstmot (Corcyra cephalonica)